# Rechtsbildungsunterricht für Flüchtlinge
Der Rechtsbildungsunterricht für Flüchtlinge ist eine Maßnahme der Landesregierungen mehrerer Bundesländer Deutschlands zur Integration von Asylbewerbern.
Der Unterricht wurde 2016 im Zuge der Flüchtlingskrise in Deutschland ab 2015 eingeführt. Im Rahmen von Pilotprojekten werden Flüchtlinge „mit Bleibeperspektive“ seit Januar 2016 in den Bundesländern Bayern und Rheinland-Pfalz in deutschem Recht unterrichtet. In Rheinland-Pfalz startete das Projekt zunächst im Raum Mainz, Koblenz, Trier und der Vorderpfalz.

## Dozenten und Zielgruppe
Der Unterricht wird durch Juristen gehalten, wobei zugleich Dolmetscher im Unterricht eingesetzt werden. Dozenten in Bayern sind rund 800 Richter, Staatsanwälte und Rechtspfleger beiden Geschlechts; am Unterricht nehmen unter anderem Asylbewerber aus Erstaufnahmeeinrichtungen teil. Die Unterrichtsstunden finden in Schulen, Volkshochschulen sowie in Erstaufnahmeeinrichtungen statt.

## Inhalte
Zu den Unterrichtsmaterialien gehören Filme und Texte in der eigenen Sprache der Teilnehmer, unter anderem eine Übersetzung des deutschen Grundgesetzes.
Die Teilnehmer, die unterschiedlichen Bildungsgrad haben, werden in Grundlagen der deutschen Kultur und des deutschen Rechtssystems unterrichtet. Im Zusammenhang mit den Grundprinzipien des deutschen Rechtsstaats werden Themen wie Demokratie, Gleichberechtigung, Toleranz, Religionsfreiheit und das Recht auf körperliche Unversehrtheit einschließlich des Rechts auf gewaltfreie Erziehung behandelt. Zudem wird die Rolle von Polizei und Justiz einschließlich der Unbestechlichkeit von Amtsträgern erläutert.
In Bayern ist der Unterricht modular aufgestellt, mit einem Grundmodul zu Demokratie und zum deutschen Rechtsstaat sowie drei Zusatzmodulen zum deutschen Zivilrecht und Strafrecht sowie zu Fragen zu Familie, Ehe und Kindererziehung. Zunächst ist geplant, das Grundmodul und nur eines der Zusatzmodule zu unterrichten; der Unterricht soll in Zukunft möglicherweise verpflichtend werden. Das erste Modul beinhaltet die Veranschaulichung grundlegender Prinzipien und Werte der deutschen Rechtsordnung: der freiheitlichen Demokratie sowie der Freiheits- und Gleichheitsrechte.
Der bayerische Justizminister und Professor der Rechte Winfried Bausback hielt anlässlich des Projektbeginns selbst eine Unterrichtsstunde. Er erläuterte bei dieser Gelegenheit, dass es nicht nur um die Vermittlung von Wissen gehe: „Es geht auch darum, dass der Rechtsstaat nichts Abstraktes ist, sondern dass er aus Menschen besteht, die da sind und sich kümmern.“